# دستور المغرب
دستور المغرب هو القانون الأسمى والسند الذي تنبثق منه باقي القوانين. تطور الدستور على مدى 100 سنة، فأول دستور للبلاد كان عام 1908 حيث أصدرته جريدة «لسان المغرب» التي كان يحررها صحفيون من الشام. لكن هذا الدستور ألغي بموجب معاهدة الحماية على المغرب بنفس السنة.
بعد استقلال المغرب تمت صياغة الدستور سنة 1962 تم تعديله سنة 1972 وسنتي 1992 و 1996 بالإضافة إلى دستور 2011، الذي ترأس لجنة مراجعته عبد اللطيف المنوني.

## مرحلة ما قبل الاستقلال

### المسودة الأولى لدستور 1904
شهد عام 1904 الموافق لعام 1321 هـ، تقديم الكاتب والسياسي المغربي الحاج علي زنيبر للحاج عبد الله بن سعيد أول دستور للدولة المغربية الحديثة بهدف تحسين الوضع السياسي المغربي وإجلاء المحاولات الأجنبية للاستحواذ على البلاد. حمل مشروع الدستور عنوان: «حفظ الاستقلال ولفظ سيطرة الاحتلال» 
من أهم ما جاء في بنوده:
- التأكيد على استعمال اللغة العربية في كل المؤسسات الحكومية.
- إصلاح الشرطة وتوحيدها.
- مساواة الجميع أمام الضريبة.
- إنشاء بنك للدولة.
- التوظيف بحسب الاستحقاق والنزاهة.
- رفض الوصاية على الحكومة العزيزية من طرف الأجانب.
- إدخال الإصلاح في مصالح الحكومة، ليمكن تخصيص كل إدارة بما يليق بها وتكوين حكومة قادرة على دفع الطوارئ وجلب المنافع ووقاية وردع كل من يريده بسوء.

### مشروع دستور 1908
تم نشر مسودة مشروع دستور عام 1908 بين أبريل ونوفمبر من نفس السنة، في مجلة «لسان المغرب»، إبان عهد السلطان عبد الحفيظ. وتألف المشروع، الذي انقسم المؤرخون حول هوية ناشريه، إلى 93 فصلا تضمنت في طياتها بنودا صريحة تفصل بين سلطات المؤسسة الملكية والحكومة والهيئة التشريعية. وهو الدستور الذي تم نشره فور عزل السلطان عبد العزيز لصالح أخيه السلطان عبد الحفيظ، بموجب عقد بيعة مشروطة.
سنح هذا المشروع ولأول مرة في تاريخ المغرب، بتبني فكرة الفصل بين السلطات، ومبدأ حقوق الإنسان. وعلى الرغم من تضمين وثيقة المشروع لبنود اقتصادية عامة عكست نهجًا غامضا في بعض الأحيان، إلا أنها كانت علامة فارقة على تشكيل جنين من الديمقراطية الحديثة داخل المثقفين المغاربة بما دعت إليه.
إلا أن البيئة الثقافية والسياسية المتواضعة التي تميزت بانحدار الدولة في وجه الإمبريالية الأوروبية والتمردات الداخلية جعلت مشروع دستور 1908 طي النسيان، خاصة بعد أن أعقبته أربع سنوات من الانقسامات وضع على إثرها المغرب تحت الحماية الفرنسية.

## مرحلة ما بعد الاستقلال
أفرز استقلال المغرب بروز قوتين رئيسيتين على الساحة السياسية المغربية، تمثلت أولاهما في الملكية مجسدة في الملك محمد الخامس والذي يستمد قوته من شرعيات مختلفة أسسها نضالية ودينية وتاريخية وتعاقدية. وثانيهما حزب الاستقلال الذي كان قوة وطنية نجح في اكتساب مشروعيته من الكفاح ضد الاستعمار وارتباطه بالملك الشرعي للبلاد، لخصه عالم القانون الفرنسي موريس دوفرجيه بقوله «أمن حزب الاستقلال بمفهوم الملكية الدستورية حيث يسود فيها الملك ولا يحكم، وهو تصور أملاه واقع الحزب ونفوذه وقوته باعتباره حزبا مهيمنا». لذلك كان لزاما البدء بأولى الخطوات الدستورية بهدف اعطاء مضمون للملكية الدستورية.

### المجلس الوطني الاستشاري
مباشرة بعد استقلال المغرب، أعلن الراحل الملك محمد الخامس في 3 غشت 1956 بموجب مرسوم ملكي عن تأسيس أول برلمان مغربي عرف باسم المجلس الوطني الاستشاري بقيادة 76 عضوا منبثقين من الحركة الوطنية المغربية ضمت علماء ونخبة المثقفين والنقابيين الذين وقع اختيارهم من قبل الملك الراحل أنذاك، حيث شكل حزب الاستقلال غالبية المجلس برئاسة المهدي بن بركة.
بموجب الفصل الثاني من ظهير تأسيسه، شغل المجلس دورا استشاريا في كل ما يقتضي نظر الملك استشارته بخصوصها من قضايا الميزانية العامة وملحقاتها والشؤون السياسية والاقتصادية والاجتماعية، بالإضافة إلى دوره الرقابي على الحكومة من خلال الأسئلة والملتمسات والمناقشات السياسة، في 15 نوفمبر 1958، تمخض عن المجلس قانون الحريات العامة المتضمن لثلاث تشريعات تتعلق بظهير تكوين الجمعيات وظهير التجمعات العمومية وقانون حرية الصحافة، لكن تصدع حزب الاستقلال داخليا ساهم في إنهاء المجلس الوطني الاستشاري بعد ثلاث سنوات من تأسيسه في ماي 1959.
بالرغم من تفكك المجلس، إلا أنه ساعد في مراكمة مشاريع قانون ساهمت في إصدار ترسنة تشريعات أعطت مضمونا للملكية الدستورية أبرزها إصدار القانون المنظم للانتخابات وقانون انتخاب المجالس البلدية والقروية في فاتح سبتمبر 1958، ثلاها القانون المنظم للجماعات البلدية والقروية في 23 نوفمبر 1960.

### المجلس الدستوري المؤقت
قبيل وفاة الملك محمد الخامس، أعلن بموجب ظهير ملكي صدر بتاريخ 3 نوفمبر 1960 عن إنشاء مجلس دستوري مؤقت يعين أعضاءه من قبل الملك، كما أعلن الظهير أن مشروع الدستور الذي سيتوصل إليه المجلس سيتم طرحه على الاستفتاء الشعبي بعد موافقة الملك عليه.
حدد الظهير أيضا أجلا لإنهاء عمله عند إتمام شهر دجنبر 1962 بمجرد التوصل إلى دستور للبلاد.
جرى تعيين أعضاء المجلس الذين بلغ عددهم 28 عضوا من قبل الملك برئاسة السياسي علال الفاسي، لكن تصدع المجلس بالخلافات الداخلية أدت إلى عدم إتمامه لمهمته.

### القانون الأساسي للمملكة
بعد وفاة الملك محمد الخامس في 27 فبراير 1961، نصب نجله الحسن الثاني لقيادة البلاد في 3 مارس 1961، وفي انتظار الانتهاء من صياغة أول دستور للبلاد، أصدر الملك مباشرة في انتظار الانتهاء من صياغة أول دستور للبلاد. بمقتضى الظهير الشريف رقم 1.61.187 القانون الأساسي للمملكة في 8 يونيو 1961.
تضمن القانون مجموعة من المبادئ والقيم الأساسية التي تقوم عليها البلاد استلهمت بنص ملكي ثم 17 فصلا:
- (النص الملكي)

| دستور المغرب | الحمد لله وحده يعلم من ظهيرنا الشريف هذا أسماه الله وأعز أمره أننا : بعد الاطلاع على الميثاق الملكي المؤرخ في 18 شوال 1377 الموافق 8 مايو 1958. وبناء على النداء الموجه إلى الأمة يوم 26 ذي القعدة 1379 الموافق 23 مايو 1960 ؛ وبناء على الخطاب الذي ألقاه والدنا المرحوم صاحب الجلالة محمد الخامس يوم 29 ذي القعدة 1379 الموافق 26 مايو 1960 بمناسبة تحمله أعباء رئاسة الحكومة ؛ وبناء على تصريحاتنا أمام المجالس الجماعية بالدار البيضاء وفاس ومراكش ومكناس بمناسبة زيارتنا الرسمية لهذه المدن. وحيث أن جلالتنا الشريفة المتشبعة بفكرة الدميقراطية الحقة المستقاة من تعاليم الإسلام وبالمبادئ التي كان والدنا المرحوم يهتدي بها في عمله لم نفتأ نعمل لإنشاء نظام ملكية دستورية ؛ وبما أننا رأينا أن مصلحة سير أعمال الدولة بكيفية محكمة في المرحلة السابقة لإعلان الدستور تقتضي تسيير البلاد عمليا في هذا الاتجاه من الآن ؛ ولما كان الوصول إلى مستقبل أفضل يوجب على كل مغربي نكران الذات والتشبع بروح التضحية؛ قررنا المبادئ الآتية وجعلنا منها قانونا أساسيا للمملكة تسري عليه حكومتنا إلى يوم يتم انجاز الدستور ويدخل في حيز التنفيذ. | دستور المغرب |

- (الفصول)

- الفصل 1 : المغرب مملكة عربية إسلامية وهو في طريق إقامة نظام الملكية الدستورية التي تمكن الأمة بواسطة حياة نيابية من أن تختار الوسائل الكفيلة ببلوغ الأهداف الوطنية العليا.
- الفصل 2 : الإسلام هو دين الدولة الرسمي.
- الفصل 3 : اللغة العربية لغة البلاد الرسمية والقومية.
- الفصل 4 : الوطن المغربي كلي لا يتجزأ من حدوده الحقيقية ومتابعة الكفاح المتكامل عن وحدته الترابية واجب وطني.
- الفصل 5 : تقوم الدولة بالمحافظة على سلامتها الداخلية والخارجية بجميع الوسائل.
- الفصل 6 : بما أن بلوغ الأهداف الوطنية يستلزم حتما جمع الكلمة ووحدة الصف والقضاء على كل ما من شأنه أن يحول دون بلوغها تقوم الدولة بالمحافظة على وحدة الأمة ومقاومة كل ما من شأنه أن يفرق المجموعة الوطنية.
- الفصل 7 : المغاربة سواء لهم حقوق واحدة وعليهم واجبات واحدة.
- الفصل 8 : تلتزم الدولة بصيانة كرامة الأشخاص وتكفل ممارستهم للحريات الخاصة والعامة.
- الفصل 9 : العدل حق ضروري لكل مغربي ومغربية وعلى الدولة أن تحوط التمتع بهذا الحق بفصل السلط واستقلال القضاء وكل ضامن دميقراطي.
- الفصل 10 : لا جريمة ولا عقوبة إلا لمقتضى قانون سابق والعقوبات شخصية.
- الفصل 11 : تلتزم الدولة بحماية الأشخاص من استعمال السلطة في غير  محلها والشطط والاستبداد والرشوة وتعاقب على كل مساس بالمقومات الأساسية للمملكة.
- الفصل 12 : يجب أن يستهدف النظام الاقتصادي تحقيق العدالة الاجتماعية وتنمية الإنتاج ورفع

مستوى المعيشة ومغربة موارد الّثروة الوطنية.
- الفصل 13 : تقوم الدولة بتعبئة المغاربة في نطاق التصميمات التي وضعتها وتضعها لكي يكون نمو البلاد الاقتصادي وتوسعها العمراني ورقيها االاجتماعي داخلا في إطار منطقي ومطابقا لبرنامج مدقق فيما يرجع للأهداف والمواقيت.
- الفصل 14 : تتكفل الدولة بالتعليم وفق توجيه وطني عربي إسلامي مع اعتبار ما تتطلبه البلاد من تكوين تقني ومهني وعلمي.
- الفصل 15 : ينهج لمغرب في الميدان الخارجي سياسة عدم التبعية لأنه يرى ذلك أحسن وسيلة للمساهمة في حفظ السلم العالمي ويعلن تعلقه بمبادئ مؤتمر باندونغ ووفاءه لجامعة الدول العربية التي يعمل لتقويتها ولميثاق منظمة الأمم المتحدة.
- الفصل 16 : تعمل الدولة على تطبيق الميثاق الأساسي لمؤتمر القمة الإفريقي بالدار البيضاء ومقرراته الرامية إلى تشييد الوحدة الإفريقية ومحاربة السلالية والاستعمار في جميع أشكاله.
- الفصل 17 : يجري العمل بهذا القانون الأساسي ابتداء من يوم 17 ذي الحجة عام 1380 الموافق 2 يونيو 1961.

## الدساتير السابقة
بعد الاستقلال وجد المغرب نفسه معنيًا بالنظام العالمي الجديد، ما دفعه إلى الشروع في إصلاحات مختلفة من المفترض أن تجعل نظامه أكثر اتساقا مع المتطلبات الدولية.

### دستور 1962
بحلول عام 1962 ورغبة منه في حسم معركة السيادة السياسية بين القصر والحركة الوطنية، أقدم الملك الحسن الثاني بمعية مجموعة من خبراء القانون والسياسة من ضمنهم (موريس دوفرجيه، عبد الهادي بوطالب، ميشيل روسي، جورج فيديل وغيرهم) على وضع أول دستور رسمي للبلاد، جرت مناقشته من قبل بعض أعضاء الحكومة التي أنشأها الملك في 2 يوليو 1961 ممثلة في أسماء سياسية بارزة شملت (علال الفاسي، عبد الكريم الخطيب، محمد با حنيني، أحمد رضا أكديرة، المحجوبي أحرضان)
تكون دستور 1962 من 110 فصلا تم تناولها في 12 بابا، أكد من خلالها على الطابع العربي والإسلامي والمغاربي والإفريقي للدولة المغربية، كما أيد من خلال ديباجته مبادئ وحقوق والتزامات مواثيق المنظمات الدولية، فشدد الدستور في أولى مواده على أن «المغرب ملكية دستورية وديمقراطية واجتماعية» (المادة 1)، وأن «السيادة ملك للأمة التي تمارسها مباشرة عن طريق الاستفتاء وبشكل غير مباشر من قبل وسيط المؤسسات الدستورية»(المادة 2). بالإضافة إلى دمجه لبعض المبادئ الديمقراطية في النظام القائم من خلال دمج سيادة القانون والفصل بين السلطات التنفيذية والتشريعية واحترام حقوق الإنسان وغيرها. في المقابل قيد الدستور من حرية الأحزاب السياسية بالرغم من إقراره للتعددية الحزبية، وذلك من خلال تكريسه لسلطة المؤسسة الملكية التاريخية وسيادتها المطلقة على الحكم والدين في البلاد وهو ما تعارض مع المطالب السياسية الرامية أنذاك إلى بناء دولة تسود فيها الملكية ولا تحكم، لذلك رافق إصداره لغط سياسي واسع بلغ حد المطالبة بمقاطعته خلال الاستفتاء الشعبي من قبل بعض القوى السياسية ولا سيما الأحزاب المعارضة أمثال الحزب الشيوعي المغربي الذي كان مستبعدا من الحكومات المتعاقبة وحزب الشورى والاستقلال والحركة الشعبية وحزب الاتحاد الوطني للقوات الشعبية التي اعتبرت تجاهلها إبان صياغة الدستور بمثابة خيانة لمطالبها المشروعة في تكوين جمعية تأسيسية منتخبة تشرف على إعداده وعدم هيمنة الحكم المطلق للملك في صنع القرار. بينما رأت الأحزاب المؤيدة للتشريع أبرزها حزب الاستقلال أن وجود دستور للمملكة من شأنه أن يكون منعطفا نحو نظام دستوري واعد ولو كان ذالك معدا من طرف هيئة غير منتخبة.
| الأحزاب السياسية المؤيدة                                                                                    | الأحزاب السياسية المعارضة |
| --- | --- |
| - حزب الاستقلال - الحركة الشعبية (المحجوبي أحرضان وعبد الكريم الخطيب) - الأحرار المستقلون (أحمد رضا كديرة). | - الاتحاد الوطني للقوات الشعبية - الحزب الديمقراطي الدستوري (حسن الوزاني) - الحزب الشيوعي (تم حله) - الاتحاد المغربي للشغل - الاتحاد الوطني لطلبة المغرب. |

طُرِحَ الدستور للاستفتاء الشعبي في 18 نوفمبر من نفس السنة. وبالرغم من الحملة الشرسة التي شنتها المعارضة السياسية لمقاطعته، صادق الشعب المغربي بتاريخ 7 ديسمبر 1962، على الدستور الأول للبلاد بأغلبية فاقت %80 حسب تقرير اللجنة الوطنية للإحصاء في 11 ديسمبر (أي بعدد أصوات مؤيدة بلغت 3,733,816 صوت) ليتم إصداره في 14 ديسمبر.

#### الانتخابات التشريعية
بموجب الدستور أصبح لزاما على البلاد خوض انتخابات تشريعية تواكب التطور الجديد للمغرب المستقل، فكانت الانتخابات التشريعية التي أجريت بتاريخ 17 مايو 1963 أول اقتراع تشريعي يخوضه المغرب منذ استقلاله في عام 1956.
عرفت الانتخابات لغطا كبيرا، بعد أن أقدم المدير العام للديوان الملكي والصديق المقرب للملك الحسن الثاني أحمد رضا اجديرة، على تأسيس حزب موال للقصر الملكي عرف باسم جبهة الدفاع عن المؤسسات الدستورية بهدف كسر شوكة المعارضة المغربية ومنعها من الحصول على الأغلبية في الانتخابات التشريعية الجارية والتي كانت متمثلة في حزب الاستقلال والاتحاد الوطني للقوات الشعبية، اتحد الحزب الجديد مع أحزاب لتشكيل الأغلبية أبرزها حزب الحركة الشعبية وحزب الشورى والاستقلال واستطاع الحزب الجديد اكتساح الاقتراع الغير مباشر لمجلس المستشارين لكنه فشل في الحصول على الأغلبية في الاقتراع العام المباشر لمجلس النواب
بموجب القانون، دخل الدستور الأول للبلاد حيز التنفيذ فعليا في 18 نوفمبر 1963، بعد افتتاحت الجلسة الأولى للبرلمان بعد الانتخابات التشريعية، حيث كان موضع أحكام متناقضة.

## الدستور الحالي

### دستور 2011
جاء دستور 2011 نتيجة لحراك شعبي وسياسي للمناداة بالإصلاح في المغرب من طرف العديد من الحركات والذي بدأ يوم الأحد 20 فبراير 2011 وبعد الخطاب السامي للملك محمد السادس يوم 17 يونيو  2011 بدات المشاورات مع الأحزاب السياسية من اجل إعادة صياغة بعض البنود التي كانت تشوبها بعض الشوائب وتلفها نزاعات وخلافات كقداسة الملك واعتباره اميرا للمؤمنين وقائدا أعلى للقوات المسلحة الملكية لكن حتى في الدستور الحالي بقيت هذه المسائل كما هي.
لكن الدستور الآن يعرف المغرب على أنه «مملكة دستورية برلمانية ديموقراطية واجتماعية» تنتهج المبدأ التشاركي لإطفاء طابع من التواصل بين الملك وشعبه.
فالملك هو رئيس الدولة وموحد البلاد والضامن على استقرارها ووحدتها الترابية وسيادتها والخادم الأول للبلاد.
وجائت التعديلات الدستورية على أثر الربيع العربي ليمد صلاحيات أكثر لرئيس الوزراء ليصبح رئيسا للحكومة ورئيسا للسلطة التفيذية بالبلاد ولإنقاص بعض صلاحيات الملك. فأصبح ملزما على الملك بموجب الدستور الحديث تعيين رئيس الوزراء من الحزب الفائز بأغلبية مقاعد البرلمان مما يوحي بالتقدم الديموقراطي. كما جاء للفصل بين السلط ولإعطاء البرلمان جميع اليات المراقبة الديموقراطية على الحكومة ولضمان حق المعارضة البرلمانية في التعبير عن الرأي اتجاه الحكومة
و قد وضع الدستور نفسه رهينة الالتزام بمجموعة من القوانين الوضعية (قوانين تنظيمية) التي تواكب الدستور في النهج الديموقراطي الحداثي، وهكذا فقد جاء الدستور الجديد لإضفاء لمسة مغربية استثنائية على الربيع العربي.

### مستجدات الدستور الجديد
إن المشروع الرسمي للدستور، يعد أكثر من قانون أسمى للمملكة، وإنما هو الأساس المتين للنموذج الديمقراطي التنموي المغربي المتميز؛ بل وتعاقدا تاريخيا جديدا بين العرش والشعب. وهو ما يتجلى في المحاور الأساسية التالية:
- التكريس الدستوري للملكية المواطنة والملك المواطن.
- دسترة الأمازيغية كلغة رسمية للمملكة، إلى جانب اللغة العربية.
- دسترة كافة حقوق الإنسان، كما هو متعارف عليها عالميا، بكل آليات حمايتها وضمان ممارستها. وهو ما سيجعل من الدستور المغربي، دستورا لحقوق الإنسان، وميثاقا لحقوق وواجبات المواطنة.
- الانبثاق الديمقراطي للسلطة التنفيذية، بقيادة رئيس الحكومة: وفي هذا الصدد، سيتم الارتقاء بالمكانة الدستورية«للوزير الأول» إلى «رئيس للحكومة»، وللجهاز التنفيذي، الذي يتم تعيينه من الحزب الذي تصدر انتخابات مجلس النواب؛ تجسيدا لانبثاق الحكومة عن الاقتراع العام المباشر.
- قيام سلطة برلمانية، تمارس اختصاصات تشريعية ورقابية واسعة؛ إذ يكرس مشروع الدستور سمو مكانة مجلس النواب، بتخويله الكلمة الفصل في المصادقة على النصوص التشريعية، وتعزيز اختصاصاته في مراقبة الحكومة، ولا سيما بتكريس مسؤولية الحكومة الحصرية أمامه. كما تم حكر سلطة التشريع، وسن كل القوانين على البرلمان، وتوسيع مجال القانون، ليرتفع من 30 مجالا حاليا، إلى أكثر من 60 في الدستور المقترح.
- تخويل المعارضة البرلمانية نظاما خاصا وآليات ناجعة، تعزيزا لدورها ومكانتها في إثراء العمل البرلماني، تشريعا ومراقبة؛ حيث تم تمكينها من حق التمثيل النسبي في كافة أجهزة البرلمان.
- ترسيخ سلطة قضائية مستقلة عن السلطتين التنفيذية والتشريعية، تكريسا لاستقلال القضاء، الذي نحن له ضامنون؛ وذلك بالنص صراحة في مشروع الدستور الجديد، على أن النطق بالحكم إن كان يتم باسم الملك، فإنه يتعين أن يصدر بناء على القانون.
- دسترة بعض المؤسسات الأساسية، مع ترك المجال مفتوحا لإحداث هيآت وآليات أخرى، لتعزيز المواطنة والمشاركة الديمقراطية، بنصوص تشريعية أو تنظيمية.
- تعزيز آليات الحكامة الجيدة، وتخليق الحياة العامة، ومحاربة الفساد، بإحداث منظومة مؤسسية وطنية منسجمة ومتناسقة في هذا الش؛ أن وذلك من خلال تعزيز دور المجلس الأعلى والمجالس الجهوية للحسابات في مراقبة المال العام، وفي ترسيخ مبادئ الشفافية والمسؤولية والمحاسبة، وعدم الإفلات من العقاب، ودسترة مجلس المنافسة، والهيأة الوطنية للنزاهة ومحاربة الرشوة والوقاية منها.

### إستفتاء الدستور الجديد
| تاريخ                | السبب                     | النتيجة               |
| -------------------- | ------------------------- | --------------------- |
| الجمعة 1 يوليوز 2011 | استشارة الشعب حول الدستور | %98.49 نعم / %1.51 لا |

هو استشارة دستورية للشعب من أجل التصويت على مسودة الدستور فالدستور رغم جاهزيته إلا أنه ينتظر موافقة الشعب عليه وذلك باللجوء إلى صناديق الاقتراع.
و كانت نتائج الاستفتاء ايجابية حيث بلغت نسبة
المشاركة %73 منها %98.49 صوتوا بنعم و% 1.51 صوتوا بـ لا.
النتائج العامة للإستفتاء داخل المملكة :
| عدد المسجلين    | 13.449.495 |
| عدد المصوتين    | 9.885.020  |
| الأصوات الملغاة | 88.749     |
| الأصوات الصحيحة | 9.796.271  |
| نعم             | 9.650.237  |
| لا              | 146.034    |

النتائج العامة للإستفتاء خارج المملكة :
| عدد المسجلين    | 269.646 |
| الأصوات الملغاة | 2.494   |
| الأصوات الصحيحة | 267.152 |
| نعم             | 259.119 |
| لا              | 8.033   |

بعد الاستفتاء تم نشر الدستور في الجريدة الرسمية يوم 30 يوليوز 2011 ليتم العمل به في اليوم الموالي

## معلومات
1. ↑  محمد بن علي الدكالي، الاتحاف الوجيز « تاريخ العدوتين »،صفحة 163
2. ↑  حقوق الإنسان والحريات العامة في المغرب، منشورات المجلة المغربية للإدارة المحلية والتنمية، سلسلة مؤلفات جامعية، العدد 46، 2003
3. ↑  أحمد بنكوكوس، النظم السياسية، جامعة الحسن الأول، وجدة، المغرب 1992-1993، مرجع سابق، ص 121
4. ↑  عبد الكريم غلاب، التطور الدستوري والنيابي في المغرب من سنة 1908 إلى سنة 1977، الدار البيضاء 1978
5. ↑  محمد معتصم، النظم السياسية، مرجع سابق، ص 137